# Sắt non
Sắt non là thuật ngữ mang tính chất định tính. Trong tiếng Anh người ta gọi nó là soft iron. Theo định nghĩa tại en.oxforddictionaries.com Lưu trữ ngày 6 tháng 10 năm 2017 tại Wayback Machine và collinsdictionary.com thì sắt non có hàm lượng cacbon thấp và dễ dàng từ hóa và khử từ với tổn thất từ trễ nhỏ. Được sử dụng làm lõi cho các solenoid và các thiết bị điện khác, như nam châm điện. Do tính chất dẫn điện của nó nên ở các tần số của dòng điện xoay chiều đều có tổn thất năng lượng do hiện tượng dòng điện Foucault.
Do mang tính chất định tính nên nói chung người ta không chỉ rõ hàm lượng của các tạp chất trong sắt non. Đối với cacbon con số thông thường hay được nhắc tới là dưới 0,1% trọng lượng. Ví dụ sắt non Thụy Điển (Swedish soft iron) có hàm lượng các tạp chất như sau: C ~ 0,057%, Mn ~ 0,097%, S ~ 0,02%, Si ~ 0,01%, P ~ 0,01%.